# Percy N. Ure
Percy Neville Ure (* 10. Mai 1879 in Stoke Newington; † 3. April 1950 in Reading) war ein britischer Althistoriker und Klassischer Archäologe. Er war einer der besten Kenner der böotischen Keramik der Antike.

## Leben
Ure studierte von 1898 bis 1902 Alte Geschichte, Klassische Philologie und Archäologie an der Universität Cambridge. Sein Schwerpunkt lag auf der Alten Geschichte. Von 1903 bis 1907 arbeitete er als Lecturer für Griechisch an der Universität Cardiff, wo er Assistent von Ronald Montagu Burrows war. Mit diesem unternahm er 1907 seine erste Ausgrabung im böotischen Rhitsona, die er 1908 allein fortsetzte. Der Zweck seiner Untersuchungen war zunächst die Klärung der Topografie bei Thukydides. Sie war aber gleichzeitig der Anfang von Ures lebenslanger Beschäftigung mit der böotischen Kunst.
1908 ging Ure als Lecturer an die Universität Leeds. 1911 wurde er als Professor of Classics an die neu gegründete University of Reading berufen. 1921 und 1922 grub er erneut in Rhitsona. 1946 wurde er emeritiert. Im Februar 1950 wurde er wegen eines Herzleidens, dem er schließlich erlag, ins Krankenhaus eingewiesen.
Ures bedeutendste Leistung war die exakte Erforschung der böotischen Keramik, deren Chronologie er revolutionierte. Durch seine internationale Forschungs- und Sichtungstätigkeit wurden ganze Sammlungen und zahllose Einzelstücke in eine noch heute gültige Periodisierung eingeführt. Auch seine eigene Sammlung war nicht unbedeutend. Er begründete das Ure Museum of Greek Archaeology an der University of Reading, dem seine ehemalige Schülerin und spätere Ehefrau Annie Dunman Ure bis 1976 als Kuratorin vorstand.

## Schriften (Auswahl)
- Thucydides VI. The first part of the Sicilian Expedition. Edited for beginners in Greek. London 1906.
- The origin of the tyrannis. In: Journal of Hellenic Studies. Band 26, 1906, S. 131–142.
- Black glaze pottery from Thitsona in Boeotia. London u. a. 1913.
- The Greek renaissance. London 1921.
- The Origin of tyranny. Cambridge 1922.
- Sixth and fifth century pottery from excavations made at Rhitsona. London 1927.
- Boeotian Pottery of the Geometric and Archaic Styles, including developments and survivals of the V and IV centuries B.C. Paris 1927.
- Aryballoi & figurines from Rhitsona in Boeotia: an account of the early archaic pottery and of the figurines, archaic and classical, with supplementary lists of the finds of glass, beads and metal; from excavations made by R. M Burrows and P. N. Ure in 1907, 1908, 1909 and by P.N. and A.D. Ure in 1921 and 1922. Cambridge 1934.
- Justinian and his age. Harmondsworth 1951.
- mit Annie Dunman Ure: Corpus Vasorum Antiquorum - Great Britain 12: University of Reading 1. London 1954.